# Прокљувани
Прокљувани су насељено место у саставу града Бјеловара, у Бјеловарско-билогорској жупанији, Република Хрватска.

## Становништво
На попису становништва 2011. године, Прокљувани су имали 251 становника.

## Попис1991.
На попису становништва 1991. године, насељено место Прокљувани је имало 287 становника, следећег националног састава:
| Попис 1991.‍  | Попис 1991.‍  | Попис 1991.‍ | Попис 1991.‍ | Попис 1991.‍ |
| ------------ | ------------ | ----------- | ----------- | ----------- |
|              |              |             |             |             |
| Хрвати       | Хрвати       |             | 271         | 94,42%      |
| Југословени  | Југословени  |             | 8           | 2,78%       |
| Срби         | Срби         |             | 5           | 1,74%       |
| Чеси         | Чеси         |             | 1           | 0,34%       |
| неопредељени | неопредељени |             | 2           | 0,69%       |
| укупно: 287  |              |             |             |             |